# Liri Belishova
Liri Belishova, född 14 oktober 1926 i Mallakastra i Albanien, död 23 april 2018 i Tirana i Albanien, var en albansk politiker.
Belishova studerade vid Instituti Nanë Mbretneshë i Tirana och blev sjuksköterska. Under andra världskriget deltog hon i den kommunistiska motståndsrörelsen och blev av med ena ögat. 
1946–1947 ledde hon ungdomsförbundet Rinia Popullore. När hennes förste make Nako Spiru (1918–1947) blev politiskt utfryst och begick självmord, avskedades hon från alla sina politiska tjänster och blev lärare vid en skola i Berat. 
Hon återfick snart sina politiska uppdrag och var medlem i politbyrån mellan 1948 och 1960. Hon var även gift med Maqo Çomo (1922–1998), som var jordbruksminister 1954–1960.
Belishova studerade tillsammans med Ramiz Alia vid det marxistiskt-leninistiska institutet vid Moskvauniversitetet 1952–1954 och var medlem i partiets kansli 1954–1960. 
När hon återvände från Kina 1960 stannade hon i Moskva och informerade ryska ledare om Kinas antisovjetiska intentioner. Samma år, när de albansk-sovjetiska relationerna försämrades, avskedades hon från alla sina politiska uppdrag för sin prosovjetiska hållning. Därefter tog hon arbete som lärarinna i Gjirokastra och satt fängslad i flera år.